# Rafael Amador
Rafael Amador (15. února 1959 Tlaxcala de Xicoténcatl – 31. července 2018 Puebla) byl mexický fotbalista, obránce. Zemřel 31. července 2018 ve věku 59 let na rakovinu žaludku.

## Fotbalová kariéra
V mexické lize hrál za Club Universidad Nacional a Puebla FC. Nastoupil ve 213 ligových utkáních a dal 1 gól. V roce 1981 získal s týmem Club Universidad Nacional mistrovský titul. Za reprezentaci Mexika nastoupil v letech 1983–1986 ve 30 utkáních. Byl členem mexické reprezentace na Mistrovství světa ve fotbale 1986, nastoupil ve 3 utkáních.

## Ligová bilance
| Ročník                  | Zápasy | Góly | Klub                      |
| ----------------------- | ------ | ---- | ------------------------- |
| 1. mexická liga 1979/80 | 2      | 0    | Club Universidad Nacional |
| 1. mexická liga 1980/81 | 38     | 0    | Club Universidad Nacional |
| 1. mexická liga 1981/82 | 35     | 0    | Club Universidad Nacional |
| 1. mexická liga 1982/83 | 27     | 0    | Club Universidad Nacional |
| 1. mexická liga 1983/84 | 35     | 1    | Club Universidad Nacional |
| 1. mexická liga 1984/85 | 33     | 0    | Club Universidad Nacional |
| 1. mexická liga 1985/86 | -      | -    | Club Universidad Nacional |
| 1. mexická liga 1986/87 | 25     | 0    | Club Universidad Nacional |
| 1. mexická liga 1987/88 | 18     | 0    | Puebla FC                 |
| CELKEM 1. liga          | 213    | 1    |                           |

## Trenérská kariéra
V letech 1999-2000 byl trenérem týmu Club Universidad Nacional.